# Brigade d'assistance aux personnes sans-abri
Pour les articles homonymes, voir BAPSA.
La brigade d'assistance aux personnes sans-abri (BAPSA) est une brigade dépendant de la préfecture de police de Paris.
Son siège est situé au 18 rue Raymond-Queneau, dans le quartier de la porte de la Chapelle du 18e arrondissement de Paris.

## Histoire
La brigade est créée en 1955 sous le nom d'équipe de ramassage des vagabonds (ERV) à la suite de la vague de froid de l'hiver 1954 et l'appel de l'Abbé Pierre,.
Elle est renommée BAPSA à partir de 1968.
Jusqu'en 1994 avant l'abrogation des lois du délit de vagabondage, la brigade avait pour mission d'embarquer les sans-abri, y-compris de force. Cela faisait alors d'elle une force policière beaucoup plus répressive que les SDF cherchaient à éviter avant cette époque,.
En 2001, le préfet de police Jean-Paul Proust a évoqué la possible suppression de la brigade, espérant que le Samu social puisse prendre la relève. Elle sera finalement conservée, le Samu social n'ayant pas les mêmes moyens, notamment en termes de pouvoirs, que les policiers de la brigade,.

## Mission
Son rôle est de venir en aide aux personnes sans-abri, notamment en leur fournissant des couvertures de survie, de leur proposer de les conduire dans un centre d'hébergement d'urgence et les prendre en charge si leur état de santé s'avère préoccupant,. 
Elle peut également faire des missions ciblées à l'appel des commissariats, des mairies d’arrondissement ou du SAMU social.
Elle travaille également aux côtés des associations d'aide aux sans-abri.

### Critique
La mission de la BAPSA est parfois considérée comme ne devant pas être du ressort de la police, notamment au sein de la police elle-même, les policiers étant parfois même moqués pour leur rôle social.

## Effectifs
Elle emploie environ 70 fonctionnaires. Ils sont issus de la direction de la police urbaine de proximité.

## Documentaire
- La Bapsa (Brigade d’Accompagnement des Personnes Sans Abris), Madeleine Autet, 2013